# Museo Archeologico Regionale Antonio Salinas

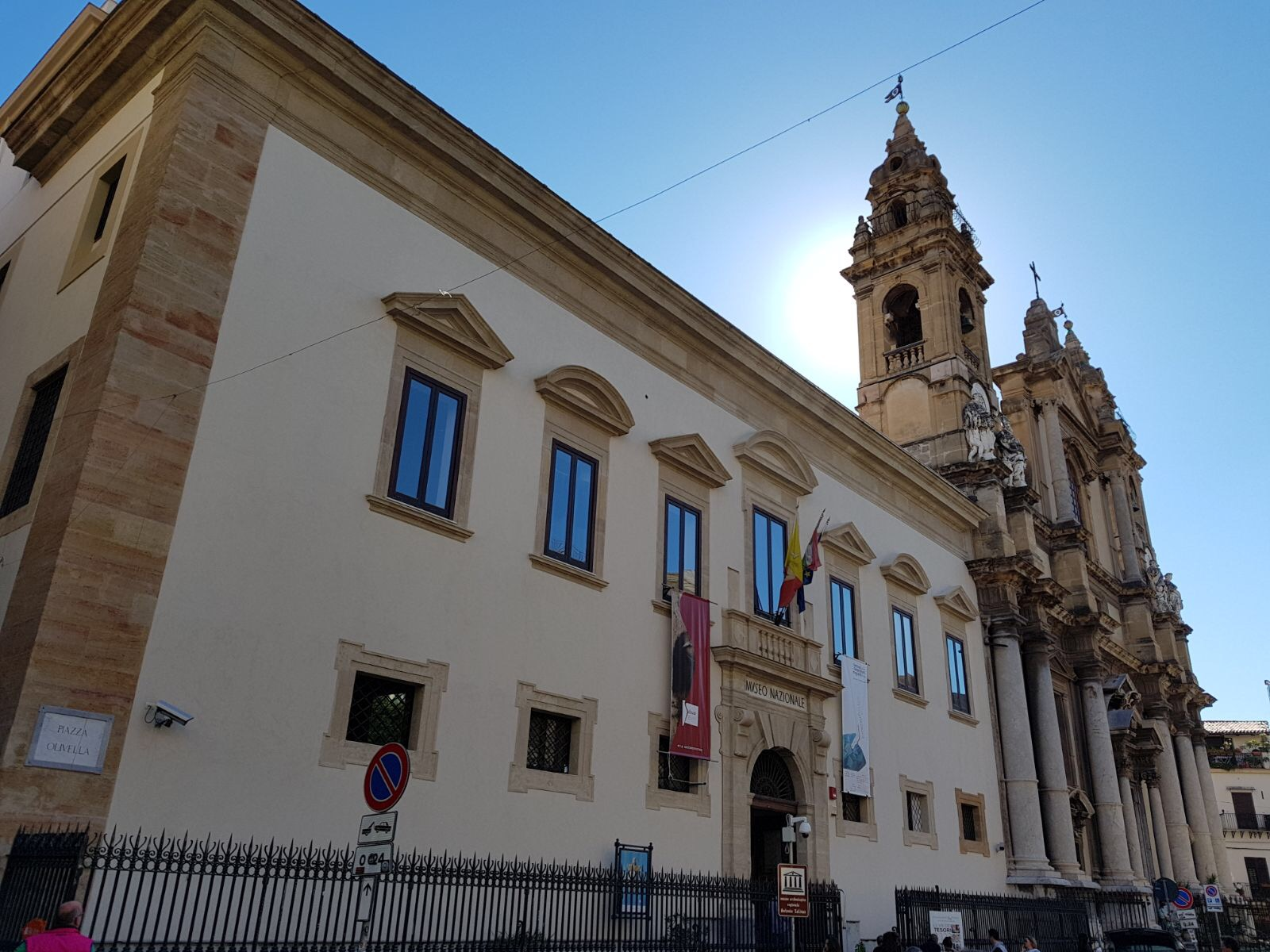
Museo Archeologico Regionale Antonio Salinas

Het Museo Archeologico Regionale Antonino Salinas is een archeologisch museum in Palermo op Sicilië. Het museum toont archeologische vondsten uit de Carthaagse en Griekse nederzettingen in voornamelijk westelijk Sicilië van de prehistorie tot de laatromeinse tijd en is vernoemd naar de Siciliaanse archeoloog Antonino Salinas. Het museum bezit een grote collectie Carthaagse en Oud-Griekse kunstvoorwerpen en is sinds 1866 gevestigd in het voormalige Olivella-klooster der Oratorianen uit de 17e eeuw.
Een van de archeologische stukken is de Bronzen Ram van Syracuse.